# Liste de personnalités liées à Thiers
Liste de personnalités liées à la ville de Thiers (Puy-de-Dôme).

## Personnalités nées à Thiers
- Amblard de Thiers, archevêque de Lyon vers 957-978, originaire de Thiers fonde le monastère de Ris en 952[1].
- Saint Étienne de Muret (ou saint Étienne de Grandmont ou saint Étienne de Thiers) (1044 ou 1046-1124), fils d'Etienne III de Thiers. À la mort de celui-ci, en 1074, il vend le mobilier du château et en distribue le produit aux pauvres puis abdique ses droits sur la seigneurie en faveur de son oncle. Il part ensuite vivre en ermite dans le Limousin où il fonde l'Ordre de Grandmont[1].
- Philibert du Croc, proche de Charles IX de France et de Catherine de Médicis nommé en 1565 ambassadeur auprès de Marie Stuart, veuve de François II et reine d'Écosse.
- L'abbé Jean Favier[2], précepteur de l'abbé de Rancé était un membre éminent du cercle des « beaux esprits » de Thiers au XVIe siècle avec Barthelemy Thélioux, curé de Saint-Genès, auteur d'un traité sur les machines hydrauliques, Jean Tinerel, helléniste et Bernard Astier (1587-1655), avocat et auteur d'un roman précieux[3].
- Montdory (1594-1653 ou 1654), né Guillaume Desgilberts, comédien vedette du théâtre du Marais, créateur du personnage du Cid. Il meurt entre novembre 1653 et novembre 1654 à Thiers (peut-être au manoir des Molles, propriété de sa fille Catherine) ou à Escoutoux. En 1937, Thiers célèbre le tricentenaire de la création du Cid et, le 11 juillet, on inaugure une sculpture à l’effigie de son premier interprète. Le Lycée d'enseignement général de la ville porte son nom.
- Guillet de Saint-George (1624-1705), artiste et érudit. Premier historiographe de l’Académie royale de peinture et de sculpture, il publie plusieurs traités très remarqués en son temps, notamment le Dictionnaire du gentilhomme en 1670 et Athènes ancienne et nouvelle en 1675.
- Pierre Dubouchet (1737-1818), fils de papetier thiernois, il devient médecin et s'établit à Montbrison. En 1792, il siège à la Convention comme député du département de Rhône-et-Loire. Montagnard, il vote la mort du roi. La loi de 1816 sur les régicides le contraint à s'exiler en Allemagne[4].
- Louis Bonnefoy (dit Bonnefoy de Bouyon) (1748-1797), homme politique et prêtre, député du clergé aux États généraux de 1789.
- Gilbert de Riberolles (1749-1828), homme politique. Descendant d'une famille de papetiers anoblie, sa proximité avec les préoccupations du peuple lui valut d'être élu député du tiers état en 1789. Il sera par la suite receveur général des Finances du Puy-de-Dôme de 1801 à 1812 et mourra à Thiers en 1828.
- Jean-Baptiste Claude Henri Dupuy (1759-1824 à Genève), homme politique.
- Antoine Madieu (1766-1834), homme politique né à Thiers, député du Puy-de-Dôme en 1815 pendant les Cent-Jours.
- Marc-François Tourraud (1785-1872), homme politique, député du Puy-de-Dôme de 1834 à 1837.
- Jean-Jacques Berger (1791-1859), né dans une famille de papetiers thiernois, avoué à Paris, député du Puy-de-Dôme, préfet de la Seine de 1848 à 1853[5], prédécesseur d'Haussmann à ce poste.
- Général Pierre Louis Alphonse Courby de Cognord (1799-1862) héros de la  Bataille de Sidi-Brahim
- Francisque Tapon-Fougas (1810-1893), fou littéraire remarqué par Raymond Queneau et André Blavier. Comptable de son état, il se présente sans succès à de nombreuses élections.
- Alexandre Chassaigne-Goyon (1814-1903), homme politique, maire de Thiers, député de Puy-de-Dôme, préfet de la Marne.
- Antoine Guillemot (1822-1902) est un lépidoptériste et généalogiste local né et ayant habité à Thiers. Il repose au cimetière Saint-Jean de Thiers[6].
- Jean-Félix Nourrisson (1825-1899), il fait ses études au collège de Thiers. Philosophe, spécialiste de Blaise Pascal, il tient la chaire de philosophie moderne au Collège de France en 1874 et participe à la création de l'université de Clermont-Ferrand.
- Jean Jacques Anatole Bouquet de La Grye (1827-1909), ingénieur hydrographe. Il est élu membre de l'Académie des sciences en 1884, puis président en 1902. Il est aussi président de la Société de géographie en 1896.
- Victor Louis Vincelet (1839-1871), artiste-peintre français spécialiste des compositions florales.
- Louis Lasteyras (1851-1931), homme politique, maire radical de Vichy.
- Joseph-André Gatteyrias (1855-1883), orientaliste et explorateur français.
- Mauricia Coquiot (1880-1964), née Mauricia Bétant, artiste de cirque et de music-hall connue sous le nom de Mauricia de Thiers. Son mari Gustave Coquiot fera dans son livre Vagabondages le récit de leurs séjours réguliers à Thiers.
- Georges Treille de Grandsaigne (1897-1918), s'est distingué pendant la Première Guerre mondiale à bord de son avion-canon Voisin le Thiernois.
- Achille Mousset (1905-1962), boxeur professionnel (66 victoires pour 82 combats) a été le préparateur et l'ami d'Emile Pladner, champion du monde en 1929.
- Jean Anglade (1915-2017) Écrivain Centenaire de l'École Naturaliste, Ami d'Henri Pourrat et d'Alexandre Viallatte, Chevalier de la Légion d'honneur de la République Italienne, Chevalier de la Légion d'Honneur de la République Française,
- Pierre Thiers (1914-1997), joueur de rugby, il remporte, au poste de demi de mêlée le challenge Yves du Manoir en 1938 avec l'ASM. Pendant l'occupation, il revient jouer à Thiers. International à neuf reprises, il sera le premier capitaine de l'équipe de France après guerre.
- René Barnérias (1928-2011), ancien député-maire UDF et conseiller général de Thiers.
- Colette Guillaumin (1934-2017), sociologue, féministe.
- Philippe Chazal (1952-), dirigeant dans l'audiovisuel.
- Claire Chazal (1956-), présentatrice de journaux télévisés. Auteure du roman L'Institutrice, en partie inspiré des souvenirs de sa jeunesse dans le Puy-de-Dôme.
- Patrick Berhault (1957-2004), alpiniste, aventurier.
- Zinedine Soualem (1957-), acteur.
- Mathieu Potte-Bonneville (1968-), philosophe, spécialiste de l'œuvre de Michel Foucault, maître de conférences à l'école normale supérieure de Lyon.
- Pierre Jourde (1977-), artiste plasticien et graveur. Il a notamment illustré D'orage et de ruines (Léon Bralda)[7] et Il suffirait (Francis Ricard)[8].
- Marc Fourré (1986-), champion de France du jeu vidéo Team Fortress 2, natif de la ville.
- Ludovic Genest (1987-), footballeur professionnel évoluant en Ligue 2 (Sporting Club de Bastia, FC Istres).
- Solène Froment (1992-), Miss Provence 2011, née à Thiers le 31 janvier 1992 d'un père thiernois et d'une mère bretonne[9]. Le 3 décembre 2011, elle est élue troisième dauphine de Miss France 2012.

## Personnalités liées à Thiers
- Saint Sirénat (ou Syrénat, compagnon de saint Austremoine évangélisateur de l'Auvergne à la fin du IIIe siècle) se cache dans les gorges de la Durolle et fait de nombreux convertis.
- Saint Genès (disciple de Syrénat), originaire de Mycènes, selon son office, aurait été martyrisé à Thiers sur le rocher qui porte aujourd'hui son nom. Sur l'emplacement de son tombeau retrouvé au VIe siècle aurait été édifiée une première église, qui ensuite laissera la place à l'actuelle Saint-Genès.
- Clémence de Courtenay, petite-fille de Louis VI le Gros, roi de France de 1108 à 1137, fille de Pierre Ier de Courtenay, sœur de Pierre II de Courtenay empereur latin de Constantinople de 1216 à 1219. Elle épouse Guy VI de Thiers avec qui elle aura deux enfants : Guy VII seigneur de Thiers et Étienne, qui deviendra par son mariage seigneur de Vollore[1].
- Guy VI de Thiers, vicomte de Thiers de la fin du XIIe et début du  XIIIe siècle.
- Marquise de Forez, vicomte-consort de Thiers, épouse de Guy VII de Thiers et fille du comte Guigues III de Forez.
- Antoine Crozat, un des plus riches négociant et financier de France, directeur de la Louisiane, etc., achète la baronnie de Thiers le 4 septembre 1714.
- Claude-Antoine Rudel (1719-1807), maire de la ville sous l'Ancien Régime et la Révolution, député du Puy-de-Dôme à la Convention.
- Claude-Ignace-Sébastien Brugière de La Verchère (1744 -1827), nommé sous-préfet de Thiers en l'an VIII puis député du Puy-de-Dôme en 1808.
- Pierre-Narcisse Guérin (1774-1833), peintre français de style néo-classique. Prix de Rome en 1792, professeur aux Beaux-Arts en 1814 et membre de l'Institut en 1815, directeur de l'Académie de France à Rome (1822-1828), né à Paris de parents Thiernois. Il offre à la Thiers une copie de L'Offrande à Esculape[10]. Une rue de la ville porte son nom.
- Prosper Brugière de Barante (1782-1866), né à Riom. Polytechnicien, historien et académicien, écrivain, ambassadeur auprès de Nicolas Ier de Russie et homme politique de tendance libérale. La propriété familiale de Barante, sur la commune de Dorat, renfermait une bibliothèque de quelque 60 000 volumes. Il y résidait à demeure à partir de 1848 et y accueillit un grand nombre d'invités illustres parmi lesquels Madame de Staël, Chateaubriand, Lamartine, Cousin, Guizot, Thiers, le duc de Broglie[11]. Une rue de la ville porte son nom. Son épouse, Césarine d'Houdetot (à la beauté remarquée par Cavour et Wellington, peinte par Louise Bouteiller en 1818) l'a grandement soutenu pour la création de la mutualité thiernoise[12]. À cette fin, le couple a obtenu le legs d'une fortune de 228 000 francs par le baron Jacques Mancel-Chabot, un Français établi en Russie.
- Prosper Marilhat (1811-1847), peintre naturaliste. Il fut avec Alexandre-Gabriel Decamps et Eugène Delacroix un pionnier de l'orientalisme. Né à Vertaizon d'un père banquier, il passe son enfance dans la propriété familiale de Sauvagnat (commune de Vinzelles)[13] puis fait d'excellentes études classiques au collège de Thiers. Ses maîtres locaux sont Valentini et Goutay. Après une tentative de carrière dans la coutellerie il peut, grâce aux recommandations de Barante, s'établir à Paris[14]. Il peindra de nombreux sujets thiernois et reviendra tout au long de sa vie passer des étés dans sa famille, à Thiers. Une rue de la ville porte son nom.
- Gabrielle Chanel, appelée Coco Chanel (1883-1971). Elle vivait à Thiers, rue Durolle, chez Anaïs Clouvel, cousine germaine de sa mère. Gabrielle Chanel, alors âgée de douze ans, y est « bonne d'enfants et domestique »[15]
- Louis Postif (1887-1942), traducteur de London, Curwood et d'Agatha Christie, mort à Thiers où il était réfugié.
- Fernand Planche (1900-1974), écrivain et militant anarchiste né à La Monnerie-le-Montel. Il célèbre les couteliers dans son roman Durolle au pays des couteliers.
- Adrien Legay (1900-1944), dirigeant FTP pour l'Auvergne, installé à Thiers depuis 1932.
- Charles Hainchelin Historien, Professeur à la Nat, résistant FTP, tombé au combat pour la libération de Thiers.
- Pierre Molaine (1906-2000), (de son vrai nom Léopold Faure) écrivain français, Prix Renaudot, a passé sa jeunesse à Thiers où enseignait son père, Albert Faure. Il fait référence à la ville dans ses romans Satan comme la foudre, 1955 et J'ai rêvé de lumière, 1963.
- Gaby Bruyère (1924-1978), comédienne et auteur dramatique originaire de la montagne thiernoise, est inhumée à Arconsat.
- Yvon Sarray (1917-1990), comédien qui résidait dans les environs de Thiers est inhumé au cimetière de Celles-sur-Durolle.
- Alain Mottet (1928-2017), comédien, résidait dans les environs de Thiers.
- Michel Debatisse (1929-1997), homme politique et syndicaliste agricole né à Palladuc dans la Montagne Thiernoise. Secrétaire d'État à l'agro-alimentaire du gouvernement Barre. Candidat aux législatives de 1981 sur la circonscription de Thiers-Ambert, il est battu par Maurice Adevah-Pœuf.
- Aimé Jacquet (1941-), ancien sélectionneur de l'équipe de France, championne du monde de football en 1998. Né à Sail-sous-Couzan dans la Loire, il fait des études en mécanique au lycée Jean-Zay (la « Nat ») où il obtient un CAP d'ajusteur. Il remporte avec l'équipe junior de Thiers le championnat scolaire de football de l'Académie de Clermont-Ferrand en 1958.
- Michel Charasse (1941-), homme politique, ministre du budget et proche de François Mitterrand, ancien sénateur du Puy-de-Dôme et ancien maire de la commune voisine de Puy-Guillaume.
- Maurice Adevah-Pœuf (1943-), homme politique, ancien député PS de la cinquième circonscription du Puy-de-Dôme (dite Thiers-Ambert) de 1981 à 1993 et de 1997 à 2002 et maire de Thiers de 1978 à 2002.
- Jean-Luc Petitrenaud (1950-), critique gastronomique et animateur Clermontois a épousé une Thiernoise.
- André Chassaigne (1950-), ancien maire de Saint-Amant-Roche-Savine et député PCF de la circonscription de Thiers-Ambert depuis 2002.
- Les S.A.T. football ont eu pour entraineur  René Gardien (de 1962 à 1969), Emmanuel Desgeorges (de 2011 à 2013), et Thierry Coutard (saisons 2013-2014 et 2018-2019)
- Margaret Maury (1974-), athlète d'origine kényane installée à Thiers, elle détient le record de France du 5 000 mètres depuis 2004 (14 min 43 s 90 réalisé à Bruxelles). Licenciée à Il faut courir Thiers jusqu'en 2001, puis au Clermont Athlétisme Auvergne, elle devient internationale A en 2002 et championne de France du 5 000 mètres en 2005[16].
- Morgane Charre (1990-), championne du monde de descente VTT en 2012 sous les couleurs du Team Passion Vélo de Thiers[17]

## Quelques figures locales
- Le docteur Alphonse Lachamp (1812-1855) fut toute sa vie un militant républicain ardent. Il a mené à Thiers l'insurrection contre le coup d'État du 2 décembre 1851 avant de s'exiler aux États-Unis. Une rue de la ville porte son nom.
- Blaise Lavelle (1816-1895), né à Meilhaud, professeur de dessin au collège de la ville, a lui aussi conduit l'insurrection de décembre 1851. Il sera pour cela déporté quelques mois en Algérie et fera le récit de ces évènements dans Souvenirs d'un ricochet du coup d'état de Décembre 1851 à Thiers sur Gallica.
- Hermose Andrieu (1804-1875), né à Thiers, avocat au tribunal de la ville en 1829 puis juge en 1845, devient président du tribunal d'Ambert en 1862 et conseillé à la cour de Riom en 1867. Il participe à la création de la mutualité thiernoise. Son Histoire de la ville et de la baronnie de Thiers en Auvergne est publiée en 1878[18].
- Antoine Guillemot (1822-1902), érudit, a publié des recherches sur l'histoire de la ville et de la coutellerie à Thiers, ainsi que des travaux sur les lépidoptères. Monarchiste convaincu, il est aussi l'auteur de nombreuses photographies qui témoignent du Thiers de son époque.
- Gustave Saint-Joanny, né à Thiers en 1828, organise les archives de la ville et la bibliothèque municipale. Il publie notamment Simples notes pour servir à l'histoire de la coutellerie Thiernoise. Il devient archiviste en chef du département de la Seine[19]. Hubert Jacqueton publie en 1894 Études sur la ville de Thiers ; la communauté des habitants (1272-1789).
- Matheus Hubner (1855-1901), d'origine autrichienne, a fui son Alsace natale après son annexion par l'Empire allemand en 1871. Après des études aux Beaux-Arts de Clermont-Ferrand, il s'initie à la photographie et s'installe à Thiers. Il participera activement à la vie locale, publiant un hebdomadaire radical L'indépendant de Thiers. Photographe renommé, il est en contact avec les frères Lumière. Il meurt dans un accident d'automobile[12].
- Joseph Brugerette (1863-1943), né à Ambert. Prêtre, ses idées progressistes et dreyfusardes le mettent souvent en difficulté avec sa hiérarchie. Il est nommé curé de Saint-Jean à Thiers en 1909 et occupe ce ministère jusqu'à sa mort. Pendant la Première Guerre mondiale, il soutient le moral des combattants thiernois dans le bulletin L'Ami qui prend pour devise « Voir Naples et mourir, Revoir Thiers et y vivre ». Il anime la vie culturelle locale, montant des spectacles et publiant des livres qui célèbrent Thiers comme Les Mémoires de Jean Bitord (1913) et Le Nouveau Pauvre de la cité thiernoise (1925). Il publie aussi des articles dans Le Journal de Thiers qu'il signe Le Rat. La pedde de la rue d'Alger conserve en son souvenir l’appellation de « Trou du Rat »
- Marie-Antoinette Fontbonne (1885-1974) a publié des romans, des pièces de théâtre, et des poèmes sous le pseudonyme d'Henry Franz. Elle fut en quelque sorte poétesse officielle de la ville.
- Maurice Delotz (1895-1915) descend d'une vieille famille thiernoise de fabricants de cartes à jouer. Il a publié un recueil de poèmes, Heures Perdues, avant de mourir au combat pendant la Première Guerre mondiale.

## Illustrateurs de Thiers
- Prosper Marilhat (1811-1847) peint tout au long de sa vie de nombreux sujets thiernois, en particulier pendant ses années d'apprentissage (1820-1828)[14].
- Théodore Rousseau (1812-1867) peint vers 1830 La vanne : les papeteries de Thiers, collections du musée du Louvre[20].
- Michel Goutay-Riquet' (1804-1858) peint de nombreuses œuvres en rapport avec sa ville. Il participe au Salon entre 1827 et 1847 et y est bien accueilli. Professeur de dessin au collège de Thiers, il est le premier maître de Marilhat.
- Louis Retru peint notamment un portrait de paysanne des environs de Thiers conservé au musée de Riom.
- De nombreux dessinateurs et Lithographes prendront Thiers pour modèle au cours du XIXe siècle parmi lesquels on peut citer : Jules Louis Philippe Coignet (1798-1860), Edmond Tudot (1805-1861), Hippolyte Durand (1807-1867), Félix Thorigny (1824-1870) ou encore Charles Bour (1814-1881) qui s'attache aux personnes plutôt qu'aux monuments. Pendant l'entre-deux-guerres, le Riomois Charles Jaffeux (1902-1941) réalise une belle série d'eaux-fortes sur Thiers[21].
- Louis Daguerre (1787-1851), artiste co-inventeur de la photographie, fait plusieurs séjours à Thiers. Il se serait lié d'amitié avec son logeur, Jean Pine-Chapet (1813-1895) qui deviendra le premier photographe thiernois. Une rue de la ville porte son nom.
- Edouard Baldus (1813-1889), pionnier de l'art photographique, voyage en Auvergne en 1854 et s’intéresse particulièrement à Thiers et à sa vallée des usines.
- Depuis le début du XXe siècle beaucoup de photographes, de Thiers ou d'ailleurs, professionnels ou amateurs, ont pris la cité coutelière pour modèle. Comme Jean Pine-Chapet ou Antoine Guillemot au siècle précédent, il témoignent des évolutions de la ville et de son activité. On peut citer, sans être exhaustif, la « dynastie » Gibert (Francis, Antony, François) et Joseph Gauvin, Gustave Deffradas, Jacques Frasiak, Jérôme Chabanne, Bruno Gautier, Bénédicte Picque, Gaëlle Batisse,Raymond Moraux.

## Quelques visiteurs célèbres
- Thierry Ier, fils de Clovis s'empare du Castrum Tigernum et incendie son église et ses maisons en 532[22].
- François Ier est à Thiers en juillet 1533. Aujourd'hui encore plusieurs maisons de la ville se disputent le privilège de l'avoir hébergé.
- Montaigne, élu maire de Bordeaux. Rentrant d'Italie, venant de L'Hôpital-sous-Rochefort, il fait étape à Thiers, le 17 novembre 1581. Dans son journal, il décrit la ville : « petite ville sur la rivière d'Allier[23], bien bâtie et peuplée. Ils font principalement ouvrages de couteaux et cartes à jouer... »
- Prosper Mérimée, ami de Marilhat, rend compte du patrimoine thiernois dans Notes d'un voyage en Auvergne en 1838.
- George Sand tire de son passage à Thiers les 25 et 26 juin 1859 le décor de son roman La Ville noire. Elle est ainsi (avant Zola) la première romancière qui s'intéresse au monde ouvrier.
- Napoléon III et l'impératrice Eugénie visitent la ville le 24 juillet 1864. Grand promoteur de l'industrialisation du pays, l'empereur a sans doute apprécié la démonstration qui lui a été faite de la fabrication des couteaux à l'usine de Crospaillat (la première de la ville à s'être dotée quelques années plus tôt de machines à vapeur).
- Edmond de Goncourt séjournant à Vichy visite la ville avec son ami Maurice Pottecher[24]. Dans son Journal à la date du 6 juin 1883, il rapporte une vision plus que noire de la vieille ville, « Moyen Âge marmiteux » et des émouleurs qui, « couchés tout de leur long sur des planches, ressemblent à des noyés de la morgue ».
- Louise Michel tient une conférence au théâtre (actuelle place des Martyrs) le 6 mars 1904.
- Georges Clemenceau, retiré de la politique, ne manquait jamais lors de ses séjours vichyssois, de se rendre à Thiers où il aimait particulièrement visiter un antiquaire de la rue de la Coutellerie.
- Albert Lebrun, président de la république, vient inaugurer l'École Nationale Professionnelle le 14 juillet 1934. Pierre Laval (alors ministre des colonies) originaire de Chateldon l'accompagne. Le président se voit remettre un couteau sculpté à manche d'ivoire réalisé par Nicolas Crocombette.
- Philippe Pétain, chef du Régime de Vichy, vient à Thiers en voisin en 1942, choisissant le jour symbolique du 1er mai. Dans un discours adressé à tous les Français qu'il lit depuis la sous-préfecture[25] (emplacement de l'actuelle mairie), il développe les thèmes chers à son gouvernement, célèbre l'artisanat, dénonce la lutte des classes et défend sa Charte du travail qui réorganise le monde du travail et les rapports sociaux, supprimant notamment le droit de grève.
- Marcel Hansenne, réfugié à Thiers avec Gaston Meyer, cours pendant l'été 1944 sous les couleurs des S.A.T. Marcel Swalens, champion de Belgique du 800 mètres est à Thiers depuis 1943 avec son entraineur Éric Schild, un juif allemand qu'il présente comme son frère. Les deux hommes sont accueillis dans la famille de Paul Boyer, athlète thiernois et futur directeur du STAPS de Clermont-Ferrand[26].
- Charles de Gaulle fait une halte à Thiers, au matin du 7 juin 1959. Il reçoit une dague de veneur de la maison Barge-Tarry. Une avenue de la ville porte son nom.
- François Truffaut tourne en 1975 à Thiers l'essentiel de son film L'Argent de poche, interprété entre autres par Jean-François Stévenin et Virginie Thévenet. La plupart des rôles de complément sont confiés à des thiernois parmi lesquels on reconnait René Barnérias (le père de Patrick), Annie Chevaldonné (la nurse) ou encore Bernard Jaffeux. Le cinéaste reviendra en mai 1979 à l'occasion de la ressortie de son film. Il retrouvera ses interprètes et déclarera que son passage à Thiers est le meilleur souvenir de sa carrière[27]. Une rue de la ville porte son nom.
- Johnny Hallyday, chanteur, compositeur et acteur français vient donner un concert dans le bas de la ville[28]. Durant ses 57 ans de carrière, il est l'un des plus célèbres chanteurs francophones et l'une des personnalités les plus présentes dans le paysage médiatique français.
- Arlette Laguiller, après avoir réalisé sur la circonscription son meilleur score national des présidentielles 1974, est candidate sur Thiers-Ambert aux Législatives de 1978 et obtient un résultat historique avec plus de 6 % des voix[29].
- Dalida, chanteuse et actrice française vient donner un concert dans la région en 1967, 1971 et en 1979[30]. Durant ses 30 ans de carrière, elle est une des chanteuses françaises les plus populaires dans le monde et une de celles qui a vendu le plus de disques[31].
- Jean-Pierre Stirbois (1945-1988), homme politique français, secrétaire général du Front national entre 1981 et 1988, député européen de 1984 à 1986 et député français de 1986 à 1988, tient un meeting à Thiers en 1985[32].
- Myriam El Khomri, ministre du travail et de l'emploi, vient plusieurs jours à Thiers pour soutenir le projet « Territoire zéro chômeur »[33].
- Maurice Leroy, homme politique français, ministre de la ville de 2010 à 2012, député de Loir-et-Cher depuis 1997, président du conseil général puis départemental de Loir-et-Cher de 2004 à 2017, vient visiter Thiers en 2011[34].
- Pierre Lellouche, député français dans le département du Val-d'Oise ainsi que dans la première et la quatrième circonscription de Paris, Secrétaire d'État chargé du Commerce extérieur entre 2010 et 2012, Secrétaire d'État chargé des Affaires européennes entre 2009 et 2010 et Président de l'Assemblée parlementaire de l'OTAN entre 2004 et 2006, vient visiter l'usine Cartolux en 2011[35].
- Annie Cordy, chanteuse, meneuse de revue et actrice belge, notamment connue pour ses tubes Tata Yoyo ou encore Chaud cacao, vient à Thiers pour y chanter en 2011[36].
- Anne Roumanoff, comédienne française vient produire un spectacle en septembre 2016 à la Salle Espace[37].
- François Valéry, chanteur français, connu pour ses slows et ses hits disco dans les années 1970 et pour avoir composé et interprété plusieurs chansons de films dans les années 1980, vient donner un concert à Thiers en 2017[38].
- Gil Alma, acteur et humoriste français, vient dans la commune pour organiser un spectacle en novembre 2017 à la Salle Espace[39].
- Hoshi, chanteuse française notamment connue pour les titres Comment je vais faire et Ta marinière est présente à Thiers lors du festival La Pamparina où elle tient un concert le dimanche rassemblant près de 20 000 personnes sur la place Antonin-Chastel[40],[41].
- Jacques Mézard, ministre de la Cohésion des territoires visite la ville accompagné de personnalités politiques locales comme Claude Nowotny ou Brice Hortefeux[42].
- Brice Hortefeux, député européen et vie-président du conseil régional d'Auvergne-Rhône-Alpes visite la ville lors de la venue du ministre Jacques Mézard en octobre 2018[43].